# Pang Qing
Pang Qing (Chinees: 庞清, Harbin, 24 december 1979) is een Chinees voormalig kunstschaatsster die uitkwam als paarrijdster. Ze nam met haar schaatspartner Tong Jian deel aan vier edities van de Olympische Winterspelen: Salt Lake City 2002, Turijn 2006, Vancouver 2010 en Sotsji 2014. In 2010 wonnen Pang en Tong olympisch zilver. Ze werden twee keer wereldkampioen (2006, 2010).

## Biografie

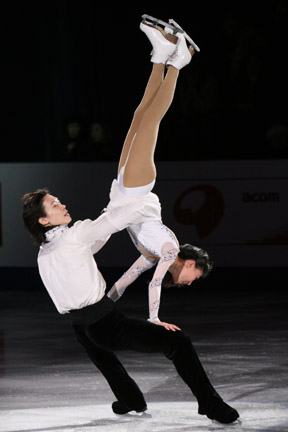
Pang en haar partner Tong Jian (2008)

Pang begon op zesjarige leeftijd met kunstschaatsen. Ze was in eerste instantie actief als soloschaatsster. In 1993 koppelde haar coach Yao Bin haar aan Tong Jian; sindsdien schaatsten de twee met elkaar. Pang en Tong trainden tussen 1993 en 1997 zonder coach, aangezien Yao naar Beijing verhuisde en het paar in Harbin bleef. Ze namen tussen 1999 en 2015 deel aan zestien wereldkampioenschappen en twaalf viercontinentenkampioenschappen. Daarbij wonnen ze zes WK-medailles (2x goud, 1x zilver, 3x brons) en een recordaantal van negen medailles op het 4CK (5x goud, 3x zilver, 1x brons).
Ze nam met Tong deel aan vier edities van de Olympische Winterspelen: Salt Lake City 2002, Turijn 2006, Vancouver 2010 en Sotsji 2014. In 2010 wonnen Pang en Tong olympisch zilver. Bij de andere deelnames eindigden ze als 9e in 2002 en als 4e in 2006 en in 2014. In 2015 beëindigden ze, na een korte pauze in 2014 en twee bronzen medailles bij de WK en 4CK 2015, hun sportieve carrière definitief.
Pang is gehuwd met Tong. Hij vroeg haar in 2011 op het ijs ten huwelijk. In november 2016 kreeg het stel een zoon. Hoewel ze gestopt zijn, blijven ze betrokken bij (het promoten van) de sport. Zo presenteerden ze in 2016 een mobiele app dat er voor moet zorgen dat meer Chinese kinderen de mogelijkheid krijgen om kunstschaatsen te leren.

## Persoonlijke records
Pang/Tong
| records             | punten | datum      | toernooi         |
| ------------------- | ------ | ---------- | ---------------- |
| Hoogste totaalscore | 213.98 | 07-12-2013 | Grand Prix Final |
| Hoogste korte kür   | 075.40 | 06-12-2013 | Grand Prix Final |
| Hoogste vrije kür   | 141.81 | 15-02-2010 | OS               |

## Belangrijke resultaten
1993-2015 met Tong Jian
| Kampioenschap                | 96/97  | 97/98  | 98/99  | 99/00         | 00/01         | 01/02         | 02/03         | 03/04         | 04/05         | 05/06         | 06/07         | 07/08         | 08/09         | 09/10         | 10/11         | 11/12         | 12/13         | 13/14         | 14/15         |
| ---------------------------- | ------ | ------ | ------ | ------------- | ------------- | ------------- | ------------- | ------------- | ------------- | ------------- | ------------- | ------------- | ------------- | ------------- | ------------- | ------------- | ------------- | ------------- | ------------- |
| Olympische Spelen            |        |        |        |               |               | 9e            |               |               |               | 4e            |               |               |               | Zilver        |               |               |               | 4e            |               |
| Wereldkampioenschap          |        |        | 14e    | 15e           | 10e           | 5e            | 4e            | Brons         | 4e            | Goud          | Zilver        | 5e            | 4e            | Goud          | Brons         | 4e            | 5e            |               | Brons         |
| Viercontinentenkampioenschap |        |        | 5e     | 5e            | 4e            | Goud          | Zilver        | Goud          | Zilver        |               | Zilver        | Goud          | Goud          |               | Goud          |               |               |               | Brons         |
| Aziatische Spelen            |        |        |        |               |               |               |               |               |               |               | Zilver        |               |               |               | Goud          |               |               |               |               |
| Grand Prix-finale            |        |        |        |               |               |               |               | 5e            | Brons         | 6e            |               | Brons         | Goud          | Zilver        | Zilver        |               | Brons         | Brons         |               |
| Nationaal kampioenschap      | Zilver | Zilver | Zilver | Goud          | Zilver        | Zilver        |               | Goud          |               |               | Goud          | Zilver        |               |               |               |               |               |               |               |
| WK junioren                  | 14e    | 9e     | 8e     | geen deelname | geen deelname | geen deelname | geen deelname | geen deelname | geen deelname | geen deelname | geen deelname | geen deelname | geen deelname | geen deelname | geen deelname | geen deelname | geen deelname | geen deelname | geen deelname |